# Shilton van Wyk
Shilton van Wyk, född 22 december 1999, är en sydafrikansk rugbyspelare. Han ingick i det sydafrikanska lag som tog brons i sjumannarugby vid OS 2024 i Paris.